# Lisinskia
Lisinskia is een geslacht van uitgestorven weekdieren uit de klasse van de Gastropoda (slakken).

## Soort
- Lisinskia stigmatica (Brusina, 1897) †